# Torre di Casale (Roncoferraro)
La torre di Casale (o torre antica) è un edificio storico di Casale, frazione di Roncoferraro, in provincia di Mantova.

## Storia
Il borgo di Casale, di antica origine, appartenne alla dinastia dei Canossa sin dal 1144.
La torre, inizialmente di quattro piani, venne costruita in stile romanico intorno al 1050, con mattoni recuperati da edifici rurali abbattuti nella zona. Il quinto piano, caratterizzato da aperture a bifora con arco a tutto e cella campanaria, venne aggiunto nella metà del XVI secolo. L'edificio fu utilizzato come torre di avvistamento e come magazzino per la conservazione dei cereali, al riparo da eventuali saccheggi.
Ai piedi della torre venne edificata in stile romanico la chiesa di San Biagio, con soffitto a cassettoni e una pregevole Via Crucis.